# Misopates chrysothales
Misopates chrysothales är en grobladsväxtart som först beskrevs av Font Quer, och fick sitt nu gällande namn av Werner Hugo Paul Rothmaler. Misopates chrysothales ingår i släktet kalvnosar, och familjen grobladsväxter. Inga underarter finns listade i Catalogue of Life.